# Swiss Open Gstaad 1974
Lo Swiss Open Gstaad 1974 è stato un torneo di tennis giocato sulla terra rossa. È la 60ª edizione dell'Swiss Open, che fa parte del Commercial Union Assurance Grand Prix 1974. Si è giocato a Gstaad in Svizzera, dall'8 al 15 luglio 1974. La finale è stata posticipata al lunedì a causa della pioggia.

## Campioni

### Singolare
Guillermo Vilas ha battuto in finale  Manuel Orantes con il punteggio di 6–1, 6–2

### Doppio
José Higueras /  Manuel Orantes hanno battuto in finale  Roy Emerson /  Thomaz Koch con il punteggio di 7–5, 0–6, 6–1, 9-8